# پرونشتورف
پرونشتورف (به آلمانی: Pronstorf) یک شهر در آلمان است که در زگه‌برگ واقع شده‌است. پرونشتورف ۱٬۶۳۲ نفر جمعیت دارد.